# Monte Manaraga
O monte Manaraga (em russo:  Гора́ Манарага) é uma montanha dos montes Urais. Situa-se 15km a oeste do monte Narodnaya.
O clima é boreal. O mês mais quente é julho, com 13°C, e o mais frio émarço, com -18°C.